# رحلة بانكوك الجوية رقم 125
رحلة بانكوك الجوية رقم 125 كانت رحلة داخلية مجدولة من مطار دون موينغ الدولي إلى مطار كو ساموي. في 21 نوفمبر 1990، تحطمت طائرة داش 8-103 التي تشغل الرحلة أثناء اقترابها من مطار كو ساموي في ظل سوء الأحوال الجوية، على بعد خمسة كيلومترات جنوب غرب المطار، مما أدى إلى وفاة جميع 33 راكبًا و5 من أفراد الطاقم. كانت رحلة بانكوك الجوية رقم 125 أول حادث مميت لشركة بانكوك الجوية.

حددت التحقيقات اللاحقة أن سبب الحادث كان تعرض الطيارين لفقدان التوازن المكاني، مما أدى إلى فقدان السيطرة على الطائرة.

## الحادث
غادرت رحلة رقم 125 مطار دون موينغ الدولي في الساعة 09:58 بالتوقيت العالمي المنسق (UTC). أُجريت الرحلة وفقًا لقواعد الطيران بالأجهزة (IFR) وصعدت إلى مستوى طيران 210 (21,000 قدم / 6,400 متر). عند الساعة 10:45، وأثناء اقتراب الطائرة من مطار كو ساموي، تواصل الطاقم مع برج المراقبة وأُبلغوا أن المدرج 17 هو المدرج النشط. كما أخبرهم البرج بأن الطقس معتدل مع أمطار في الجنوب الشرقي من المطار. بسبب تغيرات في اتجاه الرياح على الأرض، توجه الطاقم لاستخدام المدرج 35. أثناء محاولة الاصطفاف للهبوط على المدرج 35، حدثت أخطاء أدت إلى تنفيذ عملية اقتراب معادلة (التحليق مرة أخرى بدون هبوط).
وجّه البرج الطائرة للقيام بانعطاف يسار لتجنب الجبال، وبدأت رحلة 125 في دوران يسار مع بقاء الأجنحة المساعدة (الرفارف) ممدودة بالكامل في ظل أمطار غزيرة. أصيب الطاقم بفقدان التوازن المكاني وبدأوا في النزول بينما كانت الطائرة لا تزال في دوران يسار. تحطمت الطائرة في مزرعة جوز هند على بعد 5 كيلومترات جنوب غرب مطار كو ساموي، مما أدى إلى وفاة جميع 33 راكبًا و5 من أفراد الطاقم. كانت رحلة بانكوك الجوية رقم 125 أول حادث مميت لشركة بانكوك الجوية.

## الطائرة
كانت الطائرة المتورطة من طراز دي هافيلاند كندا داش 8-103، رقم الهيكل 172، ومسجلة برقم HS-SKI، وصنعت بواسطة دي هافيلاند كندا عام 1989. كانت قد سجّلت حوالي 3416 ساعة طيران و2998 دورة إقلاع وهبوط. وكانت مجهزة بمحركين من طراز برات آند ويتني كندا PW120A.